# انکار

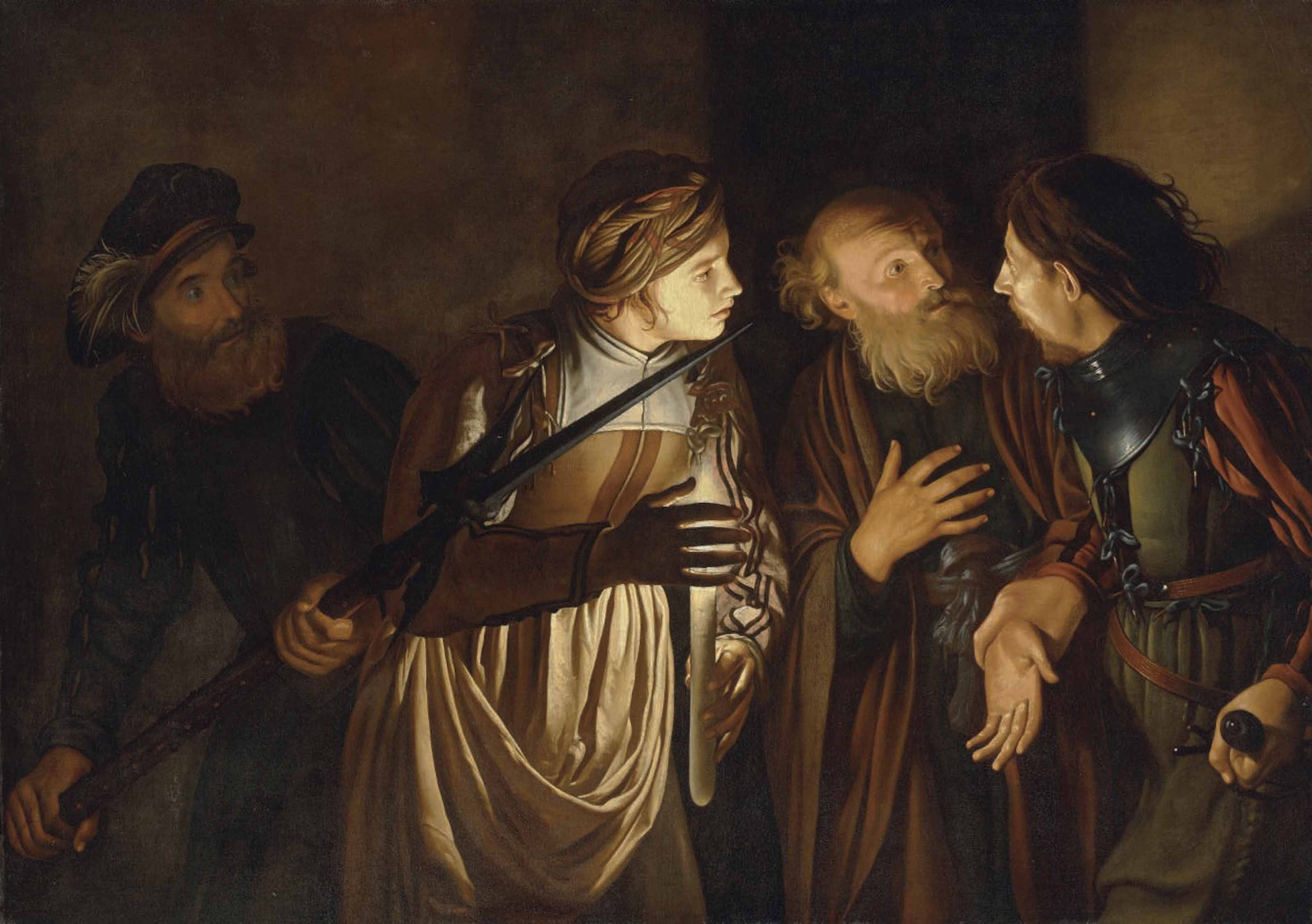
نقاشی سدهٔ هفدهمی که انکار پطرس را به تصویر می‌کشد، داستانی که در چهار انجیل در عهد جدید بیان شده‌است. در آن، پطرس ارتباط با عیسی را که مقامات در جستجوی او هستند، انکار می‌کند.

انکار (به انگلیسی: Denial) در کاربرد معمول انگلیسی، حداقل دارای سه معنی است: ادعای این که هر گزاره یا ادعای خاصی درست نیست (که ممکن است دقیق یا نادرست باشد). رد درخواست؛ و بیان اینکه یک گزاره درست، درست نیست.
در روان‌شناسی، انکار ، انتخاب شخص برای انکار واقعیت به عنوان راهی برای دوری از یک حقیقت آزاردهندهٔ روان‌شناختی است.

## در زمینه سیاسی و اقتصادی
برخی از افرادی که به عنوان منکر یا مؤمنان راستین شناخته می‌شوند، به دلایل سیاسی یا اقتصادی، حقایق تاریخی یا علمی مورد پذیرش جریان اصلی جامعه یا کارشناسان را انکار می‌کنند. نمونه‌هایی از انکار عبارتند از:
- انکار تغییر اقلیم
- انکار فرگشت
- نفی‌گرایی تاریخی (مانند انکار هولوکاست)
- انکار ایدز
- جوامع مدرن زمین تخت